# Honorius (keizer)
Flavius Honorius (384 - 423) was heerser in het westen van het Romeinse Rijk, als medekeizer van zijn vader Theodosius van 393 tot 395 en als zelfstandig West-Romeins keizer van 395 tot 423. Hij werd algemeen beschouwd als een van de minst capabele keizers die het Romeinse Rijk in zijn geschiedenis heeft gekend. Aan het begin van zijn bewind dreigde er nog niet veel gevaar. Aan het einde van zijn bewind was het West-Romeinse rijk al bijna niet meer te redden.

## Keizerschap
Na de dood van zijn vader Theodosius I in 395 werd het Romeinse rijk definitief in tweeën gesplitst. Honorius was de jongste van Theodosius' twee zoons onder wie het rijk verdeeld werd. Zijn broer, Arcadius, was keizer van het oosten. Honorius was nog maar acht jaar oud toen hij keizer werd en at uit de handen van zijn vaders' raadsman Flavius Stilicho. In 398, op zijn veertiende, was hij verplicht te trouwen met Maria (dochter van Stilicho). Volgens geschiedschrijver Zosimus, was het huwelijk nooit geconsummeerd.
Na de Gotische Oorlog (402-403) verplaatste het hof zich van Milaan naar het veiliger Ravenna. Het rijk bleef het moeilijk hebben tegen de druk van de Grote Volksverhuizing. In 405 of 406 staken de Vandalen en Alanen de Rijn over. In 407 stierf zijn vrouw Maria en alsof het nog niet voldoende was, riep generaal Constantijn, gouverneur van Britannia zichzelf uit als keizer.
In 408 trouwde hij met de jongste dochter van Stilicho, Thermantia. Datzelfde jaar stierf zijn oudere broer Arcadius. Een gerucht werd verspreid, waarbij Stilicho het idee opperde om zijn zoon Eucherius op de Oost-Romeinse troon te zetten. In toorn liet Honorius, Stilicho en diens zoon executeren en stuurde hij zijn vrouw Thermantia terug naar haar moeder.
In 410 vond de plundering van Rome plaats. Zijn nieuwe magister militum Constantius, die later in 421 korte tijd als zwager en medekeizer de troon zou delen, deed zijn best de schade te beperken. De rebellen Constantijn III en Heraclianus werden verslagen. Met de Bourgondiërs werd een overeenkomst gesloten. Maar de Visigoten waren een groter probleem. Zij hadden een eigen rijk gesticht in Zuid-Gallië en hun eigen keizer benoemd: Priscus Attalus. Honorius' halfzuster Galla Placidia werd gevangengenomen en trouwde hun koning Athaulf, maar na diens dood (415) trouwde zij met Constantius III. Zij baarde hem een zoon, die later Honorius' opvolger zou worden: Valentinianus III. Constantius stierf in 421 en Honorius was dom genoeg zijn eigen halfzuster het hof te maken. Zij vluchtte naar Constantinopel met haar zoon.
Honorius stierf kinderloos in 423, na een lange maar onmachtige tijd op de troon. Zijn opvolger werd zijn primicerius notariorum Iohannes, die echter verdreven werd door de oostelijke troepen in 425, waarna Valentinianus III keizer werd.

## Oordelen over Honorius

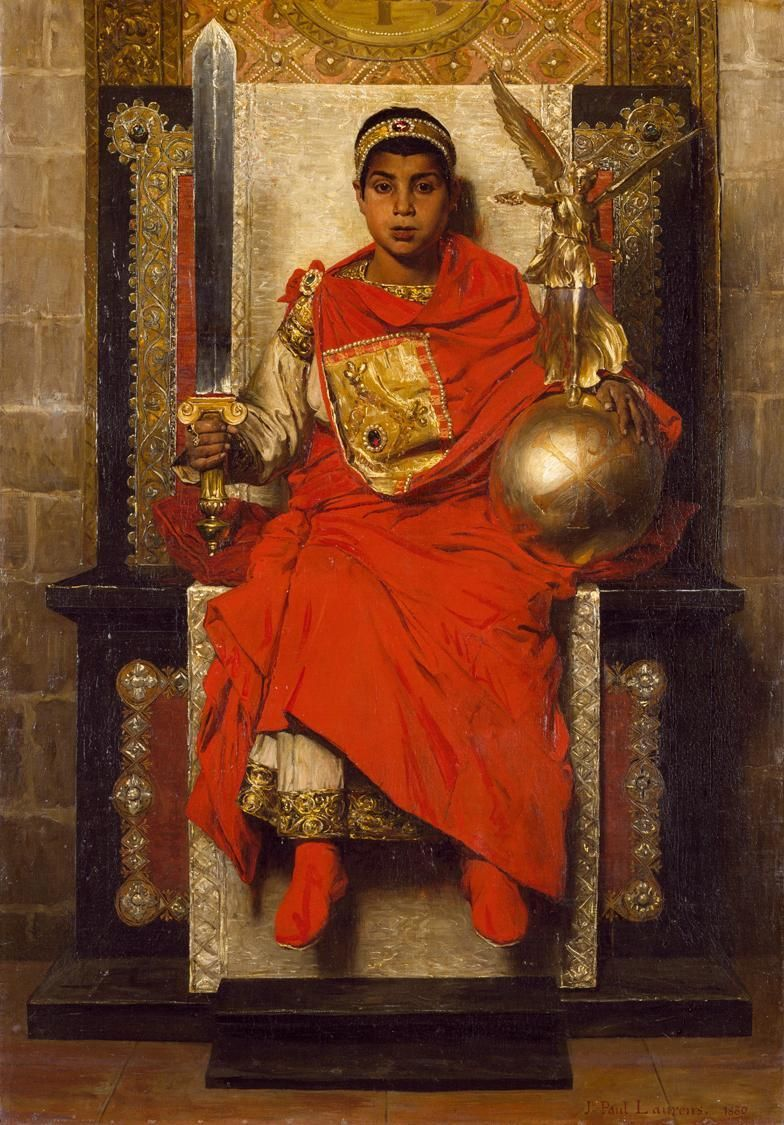
Keizer Honorius, schilderij 19e eeuw

De balans van de regering van Honorius opmakend schreef de historicus J.B. Bury: "Zijn naam zou zijn vergeten als een van obscuurste bezitters van de keizerlijke troon, ware het niet dat zijn bewind samenviel met de fatale periode waarin West-Europa van de Romeinen in handen kwam van de Teutonen." Na een opsomming van de rampen die tijdens Honorius' bestuur van 28 jaar hadden plaatsgevonden komt Bury tot de conclusie dat Honorius "zelf niets noemenswaardig ondernam tegen de vijanden, die zijn rijk bedreigden, maar persoonlijk buitengewoon veel geluk had gehad om de troon te blijven bezetten totdat hij een natuurlijke dood stierf, terwijl hij getuige was van de ondergang van een veelheid aan usurpatoren die tegen zijn bewind in opstand waren gekomen."

### Procopius

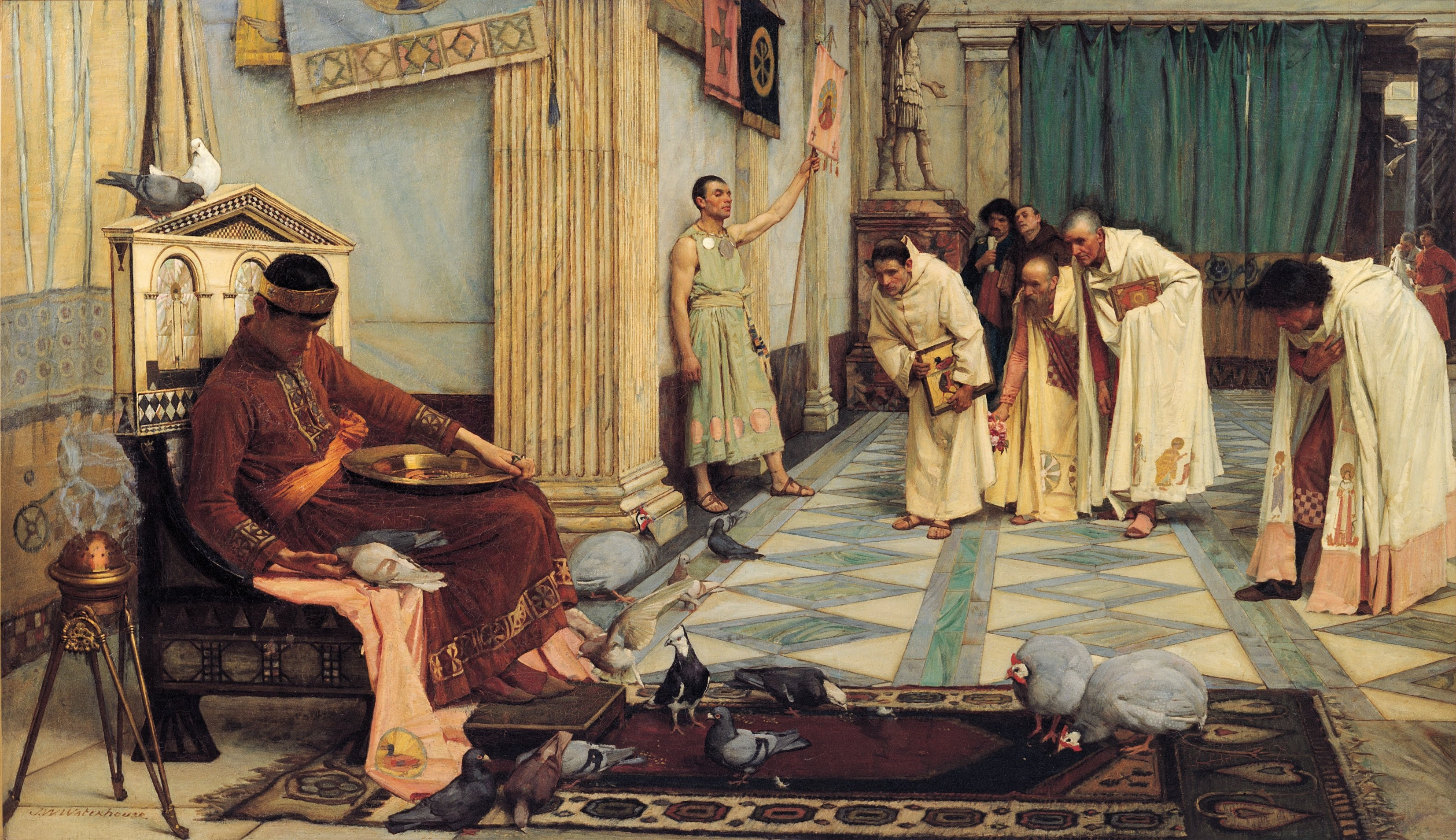
De favorieten van keizer Honorius; schilderij van John William Waterhouse (1883)

In zijn Geschiedenis van de oorlogen komt Procopius met een verhaal (dat Gibbon overigens niet geloofde) dat bij het horen van het nieuws dat Roma was "omgekomen", Honorius in eerste instantie geschokt zou hebben gereageerd. Hij dacht dat het nieuws betrekking had op zijn favoriete haan, deze had ook de naam "Roma".

"Op dat moment zegt men dat keizer Honorius in Ravenna het bericht ontving van een van de eunuchen, klaarblijkelijk de eunuch die verantwoordelijk was voor het pluimvee, dat Roma was omgekomen. Hij riep toen: 'En hij heeft net nog uit mijn handen gegeten!' Want hij had een zeer grote haan, met de naam Roma. De kamerling die de vergissing begreep merkte op dat de stad Roma ten onder was gegaan tegen Alarik. De keizer slaakte een zucht van verlichting en antwoordde snel: "Maar ik dacht dat mijn haan Roma was omgekomen". Zo groot, zeggen zij, was de dwaasheid van deze keizer."
— Procopius, De Vandaalse oorlog III 2.25-26.

## Voetnoten
1. ↑  John Bagnall Bury, History of the Later Roman Empire, 1923 (New York, Dover, 1958), p. 213